# 拟锈豹蛛
拟锈豹蛛（学名：Pardosa pseudoferruginea）为狼蛛科豹蛛属的动物。在中国大陆，分布于新疆等地。该物种的模式产地在新疆。